# Бассетт Маґвайр
Бассетт Маґвайр (англ. Bassett Maguire; 4 серпня 1904 — 6 лютого 1991) — американський ботанік, головний куратор Нью-Йоркського ботанічного саду та керівник наукових експедицій до Ґаянського нагір'я в Бразилії та Венесуелі.

## Життя
Маґвайр народився в Гадсдені, штат Алабама, 4 серпня 1904 року. Він здобув докторський ступінь у Корнелльському університеті в 1938 році. У 1931 році його призначили доцентом кафедри ботаніки в Університеті штату Юта, де він заснував Intermountain Herbarium і був його головним колекціонером і куратором до 1942 року. Він залишив свою посаду в Юті, коли влаштувався на роботу в Нью-Йоркський ботанічний сад у 1943 році. Маґвайр обіймав багато посад у Нью-Йоркському ботанічному саду: куратора (1943—1958); головного куратора (1958—1961); Натаніеля Лорда Бріттона, заслуженого старшого куратора (1961—1971); помічника директора (1968—1969); директора ботаніки (1969—1971, 1974—1975); старшого наукового співробітника (1972—1974); та почесного старшого наукового співробітника з 1975 року до своєї смерті в 1991 році.
Перебуваючи в Юті, Маґвайр розпочав роботу над «Intermountain Flora» – флорою судинних рослин міжгірського заходу, але поступово передав роботу над цим проєктом своїм колишнім учням Ноелю Гольмґрену та Артуру Кронквісту (а також дружині Гольмґрена, Патрісії Гольмґрен ), оскільки його власні інтереси дедалі більше зосереджувалися на тропічній Америці. Він очолив кілька експедицій до Ґаянського нагір'я, привізши тисячі зразків. У 1954 році він відкрив ботанічно багату Серро-де-ла-Небліна («Гора хмар»). На пенсію вийшов у 1978 році.
У 1990 році, коли йому було 85 років, Нью-Йоркський ботанічний сад опублікував на його честь фестшрифт: «Фестшрифт Бассетта Маґвайра: данина пам'яті людині та її діянням» за редакцією Вільяма Р. Бака, Браяна М. Бума та Річарда А. Говарда («Спогади Нью-Йоркського ботанічного саду», том 64).
Він помер від ниркової недостатності в лікарні Doctors Hospital 6 лютого 1991 року.

## Нагороди
- Медаль Девіда Лівінґстона до сторіччя Американського географічного товариства 1965 року.
- Меморіальна нагорода Сари Ґілдерслів Файф від Садівничого товариства.

### Відзнаки
Три роди квіткових рослини названо на його честь;
- У 1964 році Maguireanthus в родині Melastomataceae, з Ґаяни. [5]
- У 1964 році Maguireothamnus з родини Rubiaceae з Ґаянського нагір'я, між Ґаяною та Венесуелою[6].
- У 1972 році, Maguireocharis з родини Rubiaceae з Венесуели та Бразилії[7].

## Твори
- - "Cerro de la Neblina, Amazonas, Venezuela: A newly discovered sandstone mountain". Geographical Review 45/1 (1955): 27–51.
  - The Botany of the Guayana Highland: A report of the Kunhardt, the Phelps, and the New York Botanical Garden Venezuela expeditions, 6 parts (New York: New York Botanical Garden, 1953–1965).

## Зовнішні посилання
- Колекція Бассетта Маґвайра у Нью-Йоркському ботанічному саду. Доступ 17 березня 2015 року.
- Входить до списку членів Фонду Ґуґґенгайма.